# Richard Glücks
Richard Glücks, född 22 april 1889 i Odenkirchen, Mönchengladbach, död 10 maj 1945 i Flensburg, var en tysk SS-Gruppenführer och generallöjtnant i Waffen-SS. Från 1939 var han chef för Inspektoratet för koncentrationslägren, vilket 1942 kom att ingå som avdelning D i SS-Wirtschafts- und Verwaltungshauptamt (SS-WVHA).

## Biografi
Glücks gick med i Nationalsocialistiska tyska arbetarepartiet (NSDAP) 1930 och blev medlem i Schutzstaffel (SS) 1932. År 1939 efterträdde han Theodor Eicke som ansvarig för myndigheten Inspektion av koncentrationslägren som drev koncentrationslägren och förblev dess chef när myndigheten 1942 inkorporerades i SS-WVHA som Amtsgruppe D. Glücks deltog i införandet av gaskamrar och organiserade även en del av de medicinska experiment som utfördes på lägerfångar.
Kort efter Tysklands villkorslösa kapitulation i maj 1945 begick Glücks självmord genom att bita sönder en cyankaliumampull.